# Chlorochaeta latilinea
Chlorochaeta latilinea là một loài bướm đêm trong họ Geometridae.